# 338373 Fonoalbert
338373 Fonoalbert este o planetă minoră (asteroid) din centura de asteroizi. A fost descoperită pe 25 decembrie 2002 la Piszkéstetői Obszervatórium⁠(d) de Krisztián Sárneczky⁠(d). 
Obiectul prezintă o orbită caracterizată de o semiaxă mare de 3,0835223907972 UAi, o excentricitate de 0,07, o înclinație de 15,3 ° în raport cu ecliptica.